# おばけずかん
『おばけずかん』は、作：斉藤洋、絵：宮本えつよしによる童話シリーズ。講談社より刊行されている。
さまざまなおばけの怖さやその対処法などを紹介する作品。シリーズ累計は2024年8月時点で200万部を突破している。
LaQとのコラボで、読者が考えたおばけが作中に登場するキャンペーンも行っている。
2020年から『おはスタ』（テレビ東京）の番組内コーナーとしてショートドラマ&アニメ化。2022年に実写映画版が公開。

## 書誌情報

### 絵本シリーズ
- 斉藤洋（作）、宮本えつよし（絵）『おばけずかん』〈講談社〉、既刊38巻（2024年8月1日現在）
  1. 『うみのおばけずかん』、2013年6月26日発売[講 1]、ISBN 978-4-06-198191-1
  2. 『やまのおばけずかん』、2013年6月26日発売[講 2]、ISBN 978-4-06-198192-8
  3. 『まちのおばけずかん』、2013年9月26日発売[講 3]、ISBN 978-4-06-198193-5
  4. 『がっこうのおばけずかん』、2014年1月29日発売[講 4]、ISBN 978-4-06-198197-3
  5. 『がっこうのおばけずかん ワンデイてんこうせい』、2014年6月20日発売[講 5]、ISBN 978-4-06-199601-4
  6. 『がっこうのおばけずかん あかずのきょうしつ』、2014年8月21日発売[講 6]、ISBN 978-4-06-199602-1
  7. 『いえのおばけずかん』、2014年11月18日発売[講 7]、ISBN 978-4-06-199600-7
  8. 『がっこうのおばけずかん　おきざりランドセル』、2015年2月26日発売[講 8]、ISBN 978-4-06-199603-8
  9. 『のりものおばけずかん』、2015年5月26日発売[講 9]、ISBN 978-4-06-199604-5
  10. 『がっこうのおばけずかん おばけにゅうがくしき』、2015年8月26日発売[講 10]、ISBN 978-4-06-199605-2
  11. 『いえのおばけずかん ゆうれいでんわ』、2015年11月26日発売[講 11]、ISBN 978-4-06-199607-6
  12. 『どうぶつのおばけずかん』、 2016年2月25日発売[講 12]、ISBN 978-4-06-199608-3
  13. 『びょういんのおばけずかん おばけきゅうきゅうしゃ』、2016年5月26日発売[講 13]、ISBN 978-4-06-199610-6
  14. 『いえのおばけずかん おばけテレビ』、2016年8月26日発売[講 14]、ISBN 978-4-06-199611-3
  15. 『びょういんのおばけずかん なんでもドクター』、2016年11月29日発売[講 15]、ISBN 978-4-06-199612-0
  16. 『こうえんのおばけずかん おばけどんぐり』、2017年3月24日発売[講 16]、ISBN 978-4-06-199614-4
  17. 『いえのおばけずかん ざしきわらし』、2017年7月13日発売[講 17]、ISBN 978-4-06-199618-2
    - オリジナルLaQおばけセット付き特装版、同日発売[講 18]、ISBN 978-4-06-199619-9

  18. 『オリンピックのおばけずかん』、2017年11月22日発売[講 19]、ISBN 978-4-06-199620-5
  19. 『みんなのおばけずかん あっかんべぇ』、2018年3月21日発売[講 20]、ISBN 978-4-06-199623-6
  20. 『こうえんのおばけずかん じんめんかぶとむし』、2018年7月12日発売[講 21]、ISBN 978-4-06-511959-4
    - オリジナルLaQおばけセット付き特装版、同日発売[講 22]、ISBN 978-4-06-511964-8

  21. 『オリンピックのおばけずかん ビヨヨンぼう』、2018年11月21日発売[講 23]、ISBN 978-4-06-513359-0
  22. 『みんなのおばけずかん みはりんぼう』、2019年3月28日発売[講 24]、ISBN 978-4-06-514863-1
  23. 『レストランのおばけずかん だんだんめん』、2019年7月25日発売[講 25]、ISBN 978-4-06-516306-1
  24. 『しょうがくせいのおばけずかん かくれんぼう』、2019年11月28日発売[講 26]、ISBN 978-4-06-517551-4
  25. 『えんそくのおばけずかん おいてけバスカイド』、2020年4月1日発売[講 27]、ISBN 978-4-06-518623-7
  26. 『レストランのおばけずかん ふらふらフラッペ』、2020年7月30日発売[講 28]、ISBN 978-4-06-519316-7
  27. 『まちのおばけずかん マンホールマン』、2020年11月26日発売[講 29]、ISBN 978-4-06-521405-3
  28. 『がっこうのおばけずかん おばけいいんかい』、2021年3月26日発売[講 30]、ISBN 978-4-06-522172-3
  29. 『おまつりのおばけずかん　じんめんわたあめ』、2021年7月26日発売[講 31]、ISBN 978-4-06-523433-4
  30. 『だいとかいのおばけずかん ゴーストタワー』、2021年12月1日発売[講 32]、ISBN 978-4-06-524556-9
  31. 『まちのおばけずかん おばけコンテスト』、2022年3月31日発売[講 33]、ISBN 978-4-06-526957-2
  32. 『がっこうのおばけずかん げたげたばこ』、2022年7月25日発売[講 34]、ISBN 978-4-06-527811-6
  33. 『いちねんじゅうおばけずかん ハロウィンかぼちゃん』、2022年12月1日発売[講 35]、ISBN 978-4-06-529183-2
  34. 『がっこうのおばけずかん おちこくさま』、2023年3月30日発売[講 36]、ISBN 978-4-06-529592-2
  35. 『りょこうのおばけずかん おみやげじいさん』、2023年7月27日発売[講 37]、ISBN 978-4-06-530549-2
  36. 『テーマパークのおばけずかん メトロコースター』、2023年11月30日発売[講 38]、ISBN 978-4-06-532766-1
  37. 『レストランのおばけずかん むげんナポリタン』、2024年3月28日発売[講 39]、ISBN 978-4-06-534130-8
  38. 『いちにちじゅうおばけずかん まよなかのパーティートイレ』、2024年8月1日発売[講 40]、ISBN 978-4-06-535460-5
- 斉藤洋（作）、宮本えつよし（絵）『おばけずかん ハイ！』〈講談社〉、既刊4巻（2024年3月28日現在）
  1. 『学校のおばけずかん ハイ！』、2022年3月31日発売[講 41]、ISBN 978-4-06-527362-3
  2. 『まちのおばけずかん ハイ！』、2022年9月1日発売[講 42]、ISBN 978-4-06-528437-7
  3. 『家のおばけずかん ハイ！』、2023年3月30日発売[講 43]、ISBN 978-4-06-531019-9
  4. 『レストランのおばけずかん ハイ！』、2024年3月28日発売[講 44]、ISBN 978-4-06-534103-2
- 斉藤洋（構成・文）『おばけずかん アニメえほん』〈講談社〉、全3巻
  1. 2020年10月29日発売[講 45]、ISBN 978-4-06-521268-4
  2. 2021年1月22日発売[講 46]、ISBN 978-4-06-522191-4
  3. 2021年4月26日発売[講 47]、ISBN 978-4-06-523365-8
- 斉藤洋（構成・文）『おばけずかん！ アニメコミック』〈講談社〉、2023年4月19日発売[講 48]、ISBN 978-4-06-530940-7

### 関連書籍
特記なき場合、斉藤洋が原作、宮本えつよしが絵を担当。
- 『おばけずかんカードゲーム』2020年4月1日発売[講 49]、ISBN 978-4-06-519062-3
- 『おばけずかん おばけ大百科』2020年7月29日発売[講 50]、ISBN 978-4-06-520073-5
- 『こわいけど、おもしろい！ おばけずかん クイズBOOK』2020年7月30日発売[講 51]、ISBN 978-4-06-520589-1
- 講談社（作）『おばけずかんで学ぶ かん字ドリル小学1年生』2020年7月30日発売[講 52]、ISBN 978-4-06-520134-3
- 『ちょっぴりこわい!? おばけずかん おばけだらけの まちがいさがし』2020年8月6日発売[講 53]、ISBN 978-4-06-520075-9
- 講談社（編）『おうちであそぼう！ おばけずかん くらやみでひかる！ マグネット 61まいつき』2020年8月31日発売[講 54]、ISBN 978-4-06-520556-3
- 講談社（編）『おばけずかんの おばけさがし！』2020年12月7日発売[講 55]、ISBN 978-4-06-521993-5
- 『こわいけど、おもしろい！ おばけずかんクイズBOOK ちょいムズへん』、2021年12月1日発売[講 56]、ISBN 978-4-06-524979-6
- 山崎貴（著）、斉藤洋・宮本えつよし（原作）『小説 ゴーストブック おばけずかん』2022年6月23日発売[講 57]、ISBN 978-4-06-528195-6
- 斉藤洋（作）『がっこうのおばけずかん シールブック』2022年7月25日発売[講 58]、ISBN 978-4-06-528293-9
- 講談社（編）『がっこうのおばけずかん　サバイバルゲームブック』2022年7月25日発売[講 59]、ISBN 978-4-06-528631-9
- 講談社（編）『まちのおばけずかん　サバイバルゲームブック』2023年3月29日発売[講 60]、ISBN 978-4-06-530939-1
- 宮本えつよし（絵・装丁）、保坂直紀（監修）『こわいけど、おもしろい！ おばけずかん かがくのふしぎ』2023年3月30日発売[講 61]、ISBN 978-4-06-529161-0
- 講談社（編）『おばけずかんの ドッキリ！ おばけさがし！』、2023年8月7日発売[講 62]、ISBN 978-4-06-529738-4

## 映像化作品
2020年よりテレビ東京系列『おはスタ』内コーナー「きゃらスタ」にて水曜日に放送。4月8日からはドラマが、7月1日からはアニメが放送となる。ナレーションはドラマ版を木村昴、アニメ版を高橋伸也が担当。
ドラマ版は新型コロナウイルス感染拡大に伴う緊急事態宣言の影響で、5月13日から6月10日まで第1話から第5話までの再放送となった後、6月17日放送分の第6話から再開した。アニメの開始に伴い、7月7日の第8話から8月4日の第12話まで毎週火曜に放送（8月11日は第6話、8月18日は第10話をそれぞれ再放送。9月1日から『ガル学。〜聖ガールズスクエア学院〜』を期間限定で月、火曜日の2日連続放送のため）。
アニメの新シリーズ『おばけずかん！』が2022年10月5日から2023年3月29日まで同番組内で放送。作品に関係したバラエティ企画と交互に放送される。

### アニメ登場キャラクター
ヒロシ
声 - 山下大輝
主人公。小学生の男の子。ボーニャンに取り憑かれ、「おばけずかん」作りの手伝いをさせられる。
ボーニャン
声 - 水樹奈々
化け猫帽子のお化け。特殊なスマホ「バケホ」（声 - 佐藤はな）でおばけたちを撮影する。
ドラマ版にも登場。
ミーニャン
声 - 釘宮理恵
第2期より登場。ボーニャンの妹。

### スタッフ

#### ドラマ
- 原作 - 斉藤洋（作）、宮本えつよし（絵）「おばけずかん」シリーズ（講談社 刊）[9]
- 監督 - 星健太
- 脚本 - 長谷川優
- CGディレクター - 河野貴弘
- 制作 - 小学館集英社プロダクション、アナロジカル
- 製作 - 「おばけずかん」製作委員会[9]

#### アニメ
|                                | 第1期                                                                  | 第2期                                                                  |
| ------------------------------ | ---------------------------------------------------------------------- | ---------------------------------------------------------------------- |
| 原作                           | 斉藤洋（作）、宮本えつよし（絵） 「おばけずかん」シリーズ（講談社 刊） | 斉藤洋（作）、宮本えつよし（絵） 「おばけずかん」シリーズ（講談社 刊） |
| 原作協力                       | 塩見亮、松岡智美                                                       | 塩見亮、松岡智美                                                       |
| 原作協力                       | 田中利幸                                                               | 片寄太一郎                                                             |
| 監督・キャラクターデザイン     | イワタナオミ                                                           | イワタナオミ                                                           |
| シリーズ構成・脚本             | 田辺茂範                                                               | 田辺茂範                                                               |
| 美術監督                       | 白佐木和馬                                                             | 白佐木和馬                                                             |
| 撮影                           | studio BACU                                                            | studio BACU                                                            |
| 音楽                           | KOSEN                                                                  | KOSEN                                                                  |
| 音楽制作                       | ポイントブランク                                                       | ポイントブランク                                                       |
| 音響制作                       | サウンドチーム・ドンファン                                             | サウンドチーム・ドンファン                                             |
| 整音                           | 松下香雷？                                                             | 松下香雷？                                                             |
| プロデュース                   | EGG FIRM                                                               | EGG FIRM                                                               |
| 企画                           | 江藤寛之、大澤信博                                                     | 江藤寛之、大澤信博                                                     |
| 企画                           | 東山敦、三嶋章夫、五十嵐秀幸、宮崎和寛（テレビ東京）                   | 丸茂礼（テレビ東京）、高見洋平、柴野達夫                               |
| プロデューサー                 | 立石謙介、清水邦彬、大石淳子                                           | 立石謙介、清水邦彬、大石淳子                                           |
| プロデューサー                 | 植島一輝、井尻峻介、渡邊亮介                                           | 髙橋將斗、京極史野                                                     |
| アニメーション・プロデューサー | 高山晃、折本全代                                                       | 高山晃、折本全代                                                       |
| アニメーション制作             | ファンワークス                                                         | ファンワークス                                                         |
| 製作                           | 「おばけずかん」製作委員会                                             | 「おばけずかん！」製作委員会                                           |

### 主題歌
ドラマ・アニメ1期
ドラマ・アニメ共通。2曲を交互に使用。
「おばけずかんのうた 〜いつでも どこでも〜」
ボーニャン（水樹奈々）による主題歌。作詞は斉藤洋、作曲は大石昌良、編曲は園田健太郎。
「おばけずかんのうた」
水樹奈々による主題歌。作詞・作曲は大石昌良、編曲は大石昌良と奈良悠樹。

アニメ2期
「おばけ ばけばけ ばけがっちゃ！」
BMKによる主題歌。作詞・作曲はケロポンズ、編曲は伊藤ヒロシ。

### 各話リスト
| 放送日        | サブタイトル                   |
| ------------- | ------------------------------ |
| 2020年 4月8日 | ゆうれいアナウンサー           |
| 4月15日       | れんぞくこうちょうせんせい     |
| 4月22日       | おくじょうのそらいろエリザベス |
| 4月29日       | ずこうしつのカトリーヌ         |
| 5月6日        | あかずのきょうしつ             |
| 6月17日       | かべわたり                     |
| 6月24日       | ぬらりひょん                   |
| 7月7日        | かなしばり                     |
| 7月14日       | おかえしごみばこ               |
| 7月21日       | じゃじゃじゃ                   |
| 7月28日       | おおにゅうどう                 |
| 8月4日        | さとり                         |

| 話数   | サブタイトル                       | コンテ・演出 | 放送日        |
| ------ | ---------------------------------- | ------------ | ------------- |
| 第1話  | もくもくれん                       | 佐藤広大     | 2020年 7月1日 |
| 第2話  | おんがくしつのベートーベン         | 野中晶史     | 7月8日        |
| 第3話  | むかでナース                       | 松井久美     | 7月15日       |
| 第4話  | よなかなまず                       | 佐藤広大     | 7月22日       |
| 第5話  | れいねんれいくみきょうしつブランコ | 佐藤広大     | 7月29日       |
| 第6話  | じんめんかぶとむし                 | 野中晶史     | 8月5日        |
| 第7話  | ノーマン・バス                     | 松井久美     | 8月12日       |
| 第8話  | れいぞうばばあ                     | 野中晶史     | 8月19日       |
| 第9話  | ばいてんのキオスカ                 | 白佐木和馬   | 8月26日       |
| 第10話 | ばけねこ                           | 白佐木和馬   | 9月2日        |
| 第11話 | おきざりランドセル                 | 野中晶史     | 9月9日        |
| 第12話 | バナナバケ                         | 松井久美     | 9月16日       |
| 第13話 | ひじょうかいだんのカグヤ           | 白佐木和馬   | 9月23日       |
| 第14話 | おばけテレビ                       | 松井久美     | 9月30日       |
| 第15話 | ワンデイてんこうせい               | 佐藤広大     | 10月7日       |
| 第16話 | おこさまままいす                   | 野中晶史     | 10月14日      |
| 第17話 | かだんのローザさん                 | 作田ハズム   | 10月21日      |
| 第18話 | ゆうれいでんわ                     | 作田ハズム   | 10月28日      |
| 第19話 | みつめの六ねんせい                 | 佐藤広大     | 11月4日       |
| 第20話 | おばけどんぐり                     | 白佐木和馬   | 11月11日      |
| 第21話 | おまかせボランティー               | 野中晶史     | 11月18日      |
| 第22話 | おどりばのかがみおばけ             | 佐藤広大     | 11月25日      |
| 第23話 | なんでもドクター                   | 作田ハズム   | 12月2日       |
| 第24話 | こうそくどうろのじんめんけん       | 白佐木和馬   | 12月9日       |
| 第25話 | ベビーカーのジャンヌ               | 白佐木和馬   | 12月16日      |
| 第26話 | かけっこソッピー                   | 作田ハズム   | 12月23日      |
| 第27話 | 四じ四十四ふんのかいだん           | 佐藤広大     | 2021年 1月6日 |
| 第28話 | ぜんじどうふしぎベッド             | 白佐木和馬   | 1月13日       |
| 第29話 | ゆかだんぼう                       | 松井久美     | 1月20日       |
| 第30話 | ファミレスのファミリーナ           | 松井久美     | 1月27日       |
| 第31話 | ひゃくねんかんじゃ                 | 白佐木和馬   | 2月3日        |
| 第32話 | すなばっこ                         | 佐藤広大     | 2月10日       |
| 第33話 | ももたろういぬ                     | 作田ハズム   | 2月17日       |
| 第34話 | いけのボーティー                   | 白佐木和馬   | 2月24日       |
| 第35話 | ブラックボード・ジョン             | 白佐木和馬   | 3月3日        |
| 第36話 | あんこくげんかん                   | 佐藤広大     | 3月10日       |
| 第37話 | べんきょうせいねん                 | 佐藤広大     | 3月17日       |
| 第38話 | うらないレントゲン                 | 白佐木和馬   | 3月24日       |
| 第39話 | ねこかぶり                         | 白佐木和馬   | 3月31日       |

| 話数   | サブタイトル                     | コンテ・演出 | 放送日         |
| ------ | -------------------------------- | ------------ | -------------- |
| 第1話  | じゃじゃじゃ                     | 白佐木和馬   | 2022年 10月5日 |
| 第2話  | ひとりでおみこし                 | 高道麻樹子   | 10月19日       |
| 第3話  | ぱそこ                           | 白佐木和馬   | 11月2日        |
| 第4話  | キズプレート                     | 松井久美     | 11月16日       |
| 第5話  | デパートのマヌカーナ             | 白佐木和馬   | 11月30日       |
| 第6話  | ぬげずのスリッパ                 | 松井久美     | 12月14日       |
| 第7話  | ちこくま                         | 高道麻樹子   | 2023年 1月4日  |
| 第8話  | しゅうでんじょうききかんしゃ     | 白佐木和馬   | 1月18日        |
| 第9話  | おべんきょうメニュー             | 松井久美     | 2月1日         |
| 第10話 | まぼろしこうじょうけんがく       | 松井久美     | 2月15日        |
| 第11話 | きゅうけつきゃくしつじょうむいん | 野中晶史     | 3月1日         |
| 第12話 | おばけいいんかい                 | 白佐木和馬   | 3月15日        |
| 第13話 | むしけんエレベーター             | 松井久美     | 3月29日        |

## 実写映画
『ゴーストブック おばけずかん』のタイトルで実写映画化され、2022年7月22日に公開された。監督は山崎貴。遠藤雄弥と鈴木杏が主人公の両親役として『ジュブナイル』と同一の役名で友情出演し、同作を象徴するキャラクターであるテトラも『ゴーストブック おばけずかん』に登場している。

### あらすじ（実写映画）
地方の小学校に通う同級生の一樹、太一、サニーは、町外れの祠で「ある願(がん)」をかけた。その願いを聞きつけたお化けの「図鑑坊」は、主である「不思議な古書店の店主」に報告した。図鑑坊に導かれて古書店を見つけ、「おばけずかん」を手に入れる一樹たち。だが、店を飛び出すと、そこは人間の居ない「お化けの町」だった。
一樹たちを追って、お化けの町に来てしまう新米教師の瑤子。その町には同級生の少女・湊もいた。図鑑坊の説明で、3日のうちに「お化け」たちを捕まえる必要があることを知る一樹たち。
捕まえたお化けは一回だけ命令を聞くという。図鑑の指定する「山彦」や「一反木綿」たちを捕まえて行く一樹たち。だが、最後のお化け「ジズリ」は強力すぎて手に負えなかった。
ジズリに負けて一度は人間の世界に帰る一樹たち。だが、それは湊をお化けの世界に置き去りにすることを意味していた。好きな湊のために、お化けの世界に戻る一樹。太一たちも駆けつけ、知恵を絞ってジズリを捕えた一同は、湊を救うという願いを叶えるのだった。

### キャスト（実写映画）
- 坂本一樹：城桧吏[4]
- 工藤太一：柴崎楓雅[4]
- 飯田サニー宗佑：サニー マックレンドン[4]
- 橘湊：吉村文香[4]
- 坂本岬（一樹の母）：鈴木杏[14]
- 坂本祐介（一樹の父）：遠藤雄弥[14]
- 古本屋の店主：神木隆之介[4]
- 葉山瑤子：新垣結衣[4]

#### 声の出演（実写映画）
- 図鑑坊：釘宮理恵[15]
- 山彦：杉田智和[16]
- 一反木綿：下野紘[16]
- 百目：大塚明夫[16]
- ジズリ：田中泯[16]

### スタッフ（実写映画）
- 原作：作・斉藤洋、絵・宮本えつよし『おばけずかん』シリーズ（講談社刊）
- 監督・脚本・VFX・ストーリー原案・キャラクターデザイン：山崎貴
- 音楽：佐藤直紀
- 主題歌：星野源「異世界混合大舞踏会 (feat.おばけ)」（スピードスターレコーズ）[17]
- 製作：松岡宏泰
- 共同製作：松本智、島村達雄、加太孝明、本間憲、千葉伸大
- エグゼクティブ・プロデューサー：臼井央、阿部秀司
- 企画・プロデュース：山田兼司
- プロデューサー：岸田一晃、阿部豪、守屋圭一郎
- 撮影：柴崎幸三
- 照明：上田なりゆき
- 美術：上條安里
- 装飾：龍田哲児
- 録音：竹内久史
- 特機：奥田悟
- VFXディレクター：渋谷紀世子
- 編集：宮島竜治
- カラリストスーパーバイザー：石山将弘
- 音響効果：井上奈津子
- 選曲：藤村義孝
- 衣装：川本誠子
- スタイリスト（新垣結衣）：新崎みのり
- ヘアメイク：宮内三千代
- Bカメラ撮影：加藤航平
- キャスティング：緒方慶子
- スクリプター：押田智子
- 助監督：安達耕平
- 制作担当：櫻井紘史
- 宣伝プロデューサー：森田道広
- メディアプロモーション：秋山智美
- プロダクション統括：會田望
- VFXプロダクション：白組
- 配給：東宝
- 制作プロダクション：ROBOT
- 制作協力：TOHOスタジオ、阿部秀司事務所
- 製作：映画「GHOSTBOOK おばけずかん」製作委員会（東宝、講談社、白組、ROBOT、阿部秀司事務所、レヴィプラス、Co-LaVo）

### 講談社BOOK倶楽部
以下の出典は『講談社BOOK倶楽部』（講談社）内のページ。書誌情報の発売日の出典としている。
1. ↑  “うみのおばけずかん”. 講談社BOOK倶楽部. 2020年3月8日閲覧。
2. ↑  “やまのおばけずかん”. 講談社BOOK倶楽部. 2020年3月8日閲覧。
3. ↑  “まちのおばけずかん”. 講談社BOOK倶楽部. 2020年3月8日閲覧。
4. ↑  “がっこうのおばけずかん”. 講談社BOOK倶楽部. 2020年3月8日閲覧。
5. ↑  “がっこうのおばけずかん　ワンデイてんこうせい”. 講談社BOOK倶楽部. 2020年3月8日閲覧。
6. ↑  “がっこうのおばけずかん　あかずのきょうしつ”. 講談社BOOK倶楽部. 2020年3月8日閲覧。
7. ↑  “いえのおばけずかん”. 講談社BOOK倶楽部. 2020年3月8日閲覧。
8. ↑  “がっこうのおばけずかん　おきざりランドセル”. 講談社BOOK倶楽部. 2020年3月8日閲覧。
9. ↑  “のりものおばけずかん”. 講談社BOOK倶楽部. 2020年3月8日閲覧。
10. ↑  “がっこうのおばけずかん　おばけにゅうがくしき”. 講談社BOOK倶楽部. 2020年3月8日閲覧。
11. ↑  “いえのおばけずかん　ゆうれいでんわ”. 講談社BOOK倶楽部. 2020年3月8日閲覧。
12. ↑  “どうぶつのおばけずかん”. 講談社BOOK倶楽部. 2020年3月8日閲覧。
13. ↑  “びょういんのおばけずかん　おばけきゅうきゅうしゃ”. 講談社BOOK倶楽部. 2020年3月8日閲覧。
14. ↑  “いえのおばけずかん　おばけテレビ”. 講談社BOOK倶楽部. 2020年3月8日閲覧。
15. ↑  “びょういんのおばけずかん　なんでもドクター”. 講談社BOOK倶楽部. 2020年3月8日閲覧。
16. ↑  “こうえんのおばけずかん　おばけどんぐり”. 講談社BOOK倶楽部. 2020年3月8日閲覧。
17. ↑  “いえのおばけずかん　ざしきわらし”. 講談社BOOK倶楽部. 2020年3月8日閲覧。
18. ↑  “いえのおばけずかん　ざしきわらし　特装版　オリジナルＬａＱおばけセット”. 講談社BOOK倶楽部. 2020年3月8日閲覧。
19. ↑  “オリンピックのおばけずかん”. 講談社BOOK倶楽部. 2020年3月8日閲覧。
20. ↑  “みんなのおばけずかん　あっかんべぇ”. 講談社BOOK倶楽部. 2020年3月8日閲覧。
21. ↑  “こうえんのおばけずかん　じんめんかぶとむし”. 講談社BOOK倶楽部. 2020年3月8日閲覧。
22. ↑  “こうえんのおばけずかん　じんめんかぶとむし　特装版　オリジナルＬａＱおばけセット”. 講談社BOOK倶楽部. 2020年3月8日閲覧。
23. ↑  “オリンピックのおばけずかん　ビヨヨンぼう”. 講談社BOOK倶楽部. 2020年3月8日閲覧。
24. ↑  “みんなのおばけずかん　みはりんぼう”. 講談社BOOK倶楽部. 2020年3月8日閲覧。
25. ↑  “レストランのおばけずかん　だんだんめん”. 講談社BOOK倶楽部. 2020年3月8日閲覧。
26. ↑  “しょうがくせいのおばけずかん　かくれんぼう”. 講談社BOOK倶楽部. 2020年3月8日閲覧。
27. ↑  “えんそくのおばけずかん　おいてけバスカイド”. 講談社BOOK倶楽部. 2020年8月19日閲覧。
28. ↑  “レストランのおばけずかん　ふらふらフラッペ”. 講談社BOOK倶楽部. 2020年8月19日閲覧。
29. ↑  “まちのおばけずかん　マンホールマン”. 講談社BOOK倶楽部. 2020年12月9日閲覧。
30. ↑  “がっこうのおばけずかん　　おばけいいんかい”. 講談社BOOK倶楽部. 2022年5月27日閲覧。
31. ↑  “おまつりのおばけずかん　じんめんわたあめ”. 講談社BOOK倶楽部. 2022年5月27日閲覧。
32. ↑  “だいとかいのおばけずかん　　ゴーストタワー”. 講談社BOOK倶楽部. 2022年5月27日閲覧。
33. ↑  “まちのおばけずかん　　おばけコンテスト”. 講談社BOOK倶楽部. 2022年5月27日閲覧。
34. ↑  “がっこうのおばけずかん　げたげたばこ”. 講談社BOOK倶楽部. 2022年9月8日閲覧。
35. ↑  “いちねんじゅうおばけずかん　　ハロウィンかぼちゃん”. 講談社BOOK倶楽部. 2023年3月30日閲覧。
36. ↑  “がっこうのおばけずかん　　おちこくさま”. 講談社BOOK倶楽部. 2023年3月30日閲覧。
37. ↑  “りょこうのおばけずかん　おみやげじいさん”. 講談社BOOK倶楽部. 2024年10月8日閲覧。
38. ↑  “テーマパークのおばけずかん　メトロコースター”. 講談社BOOK倶楽部. 2024年10月8日閲覧。
39. ↑  “レストランのおばけずかん　むげんナポリタン”. 講談社BOOK倶楽部. 2024年10月8日閲覧。
40. ↑  “いちにちじゅうおばけずかん　まよなかのパーティートイレ”. 講談社BOOK倶楽部. 2024年10月8日閲覧。
41. ↑  “学校のおばけずかん　ハイ！”. 講談社BOOK倶楽部. 2022年5月27日閲覧。
42. ↑  “まちのおばけずかん　ハイ！”. 講談社BOOK倶楽部. 2022年9月8日閲覧。
43. ↑  “家のおばけずかん　ハイ！”. 講談社BOOK倶楽部. 2023年3月30日閲覧。
44. ↑  “レストランのおばけずかん　ハイ！”. 講談社BOOK倶楽部. 2024年10月8日閲覧。
45. ↑  “おばけずかん　アニメえほん　１”. 講談社BOOK倶楽部. 2020年11月4日閲覧。
46. ↑  “おばけずかん　アニメえほん　２”. 講談社BOOK倶楽部. 2022年5月27日閲覧。
47. ↑  “おばけずかん　アニメえほん　３”. 講談社BOOK倶楽部. 2022年5月27日閲覧。
48. ↑  “おばけずかん！　アニメコミック”. 講談社BOOK倶楽部. 2024年10月8日閲覧。
49. ↑  “おばけずかんカードゲーム”. 講談社BOOK倶楽部. 2020年8月19日閲覧。
50. ↑  “おばけずかん　おばけ大百科”. 講談社BOOK倶楽部. 2020年8月19日閲覧。
51. ↑  “こわいけど、おもしろい！　おばけずかん　クイズBOOK”. 講談社BOOK倶楽部. 2020年8月19日閲覧。
52. ↑  “おばけずかんで学ぶ　かん字ドリル　小学1年生”. 講談社BOOK倶楽部. 2020年8月19日閲覧。
53. ↑  “ちょっぴりこわい！？　おばけずかん　おばけだらけの　まちがいさがし”. 講談社BOOK倶楽部. 2020年8月19日閲覧。
54. ↑  “おうちであそぼう！　おばけずかん　くらやみでひかる！　マグネット　６１まいつき”. 講談社BOOK倶楽部. 2020年11月4日閲覧。
55. ↑  “おばけずかんの　おばけさがし！”. 講談社BOOK倶楽部. 2020年12月9日閲覧。
56. ↑  “こわいけど、おもしろい！　おばけずかんクイズＢＯＯＫ　ちょいムズへん”. 講談社BOOK倶楽部. 2022年5月27日閲覧。
57. ↑  “『小説　ゴーストブック　おばけずかん』（山崎　貴，斉藤　洋，宮本　えつよし）”. 講談社BOOK倶楽部. 2022年7月7日閲覧。
58. ↑  “がっこうのおばけずかん　シールブック”. 講談社BOOK倶楽部. 2022年9月8日閲覧。
59. ↑  “がっこうのおばけずかん　サバイバルゲームブック”. 講談社BOOK倶楽部. 2022年9月8日閲覧。
60. ↑  “まちのおばけずかん　サバイバルゲームブック”. 講談社BOOK倶楽部. 2023年3月30日閲覧。
61. ↑  “こわいけど、おもしろい！　おばけずかん　かがくのふしぎ”. 講談社BOOK倶楽部. 2023年3月30日閲覧。
62. ↑  “おばけずかんの　ドッキリ！　おばけさがし！”. 講談社BOOK倶楽部. 2024年10月8日閲覧。